# 소사벌레포츠타운
소사벌레포츠타운(素沙坪레포츠타운, Sosabeol Leports Town)은 대한민국 경기도 평택시에 있는 스포츠 시설이다. 천연잔디 필드와 우레탄 트랙이 갖춰진 경기장이며, 1987년에 준공되었다. 평택 시티즌 FC의 홈 경기장으로 사용되고 있다.

## 참고 문헌
- 《전국 공공체육 시설 현황 (2017년말 기준)》. 대한민국 문화체육관광부. 2019.
- 《2019년 전국 공공체육시설 현황 (2018년말 기준)》. 대한민국 문화체육관광부. 2020.
- 《2020년 전국 공공체육시설 현황 (2019년말 기준)》. 대한민국 문화체육관광부. 2021.
- 《2023 전국 공공체육시설 현황 (2022년 12월말 기준)》. 대한민국 문화체육관광부. 2024.

## 같이 보기
- 소사벌레포츠타운 보조경기장
- 평택 시티즌 FC